# Romulea ligustica
Romulea ligustica är en irisväxtart som beskrevs av Filippo Parlatore. Romulea ligustica ingår i släktet Romulea och familjen irisväxter.

## Underarter
Arten delas in i följande underarter:
- R. l. ligustica
- R. l. vaccarii

## Bildgalleri

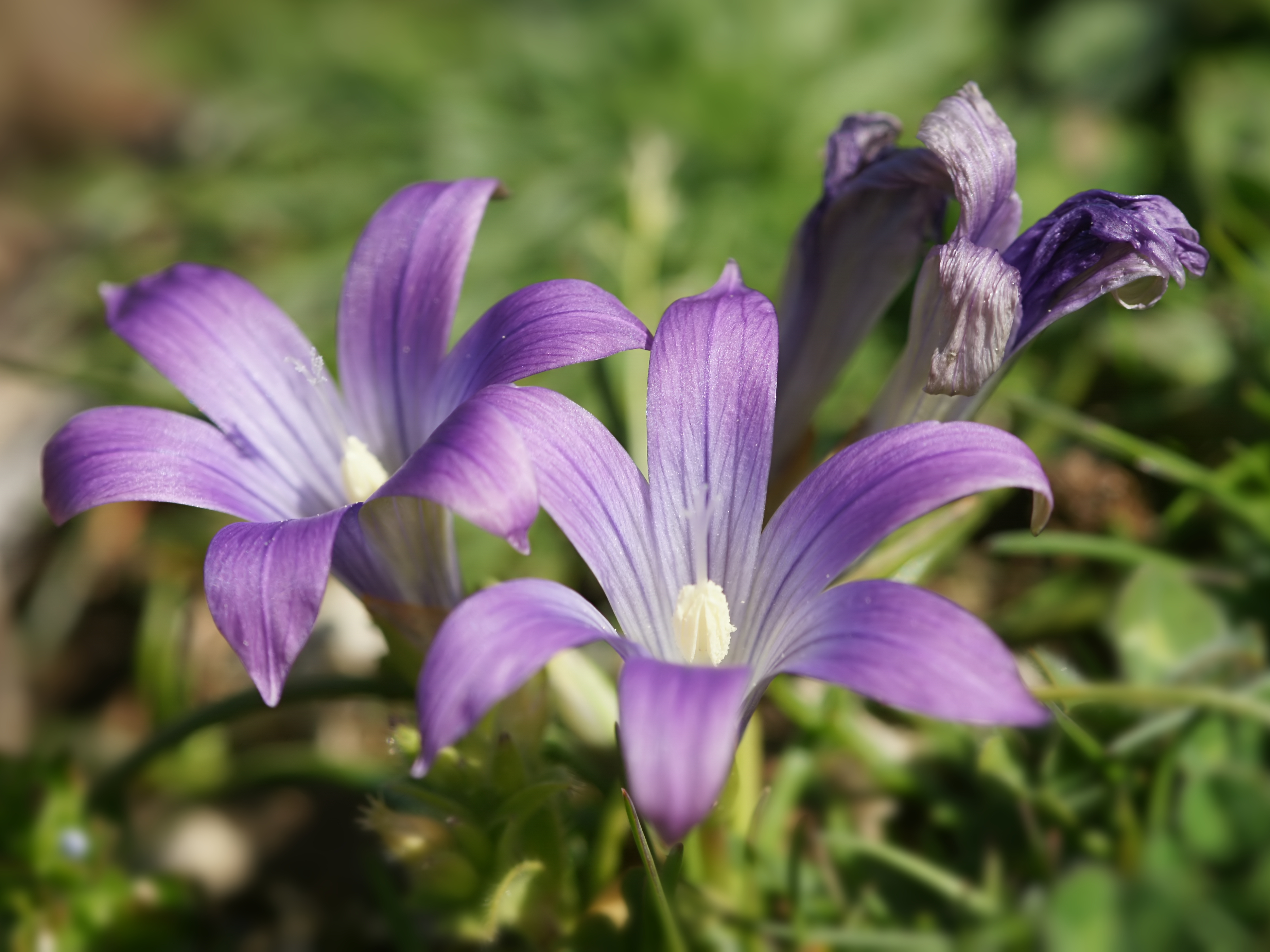
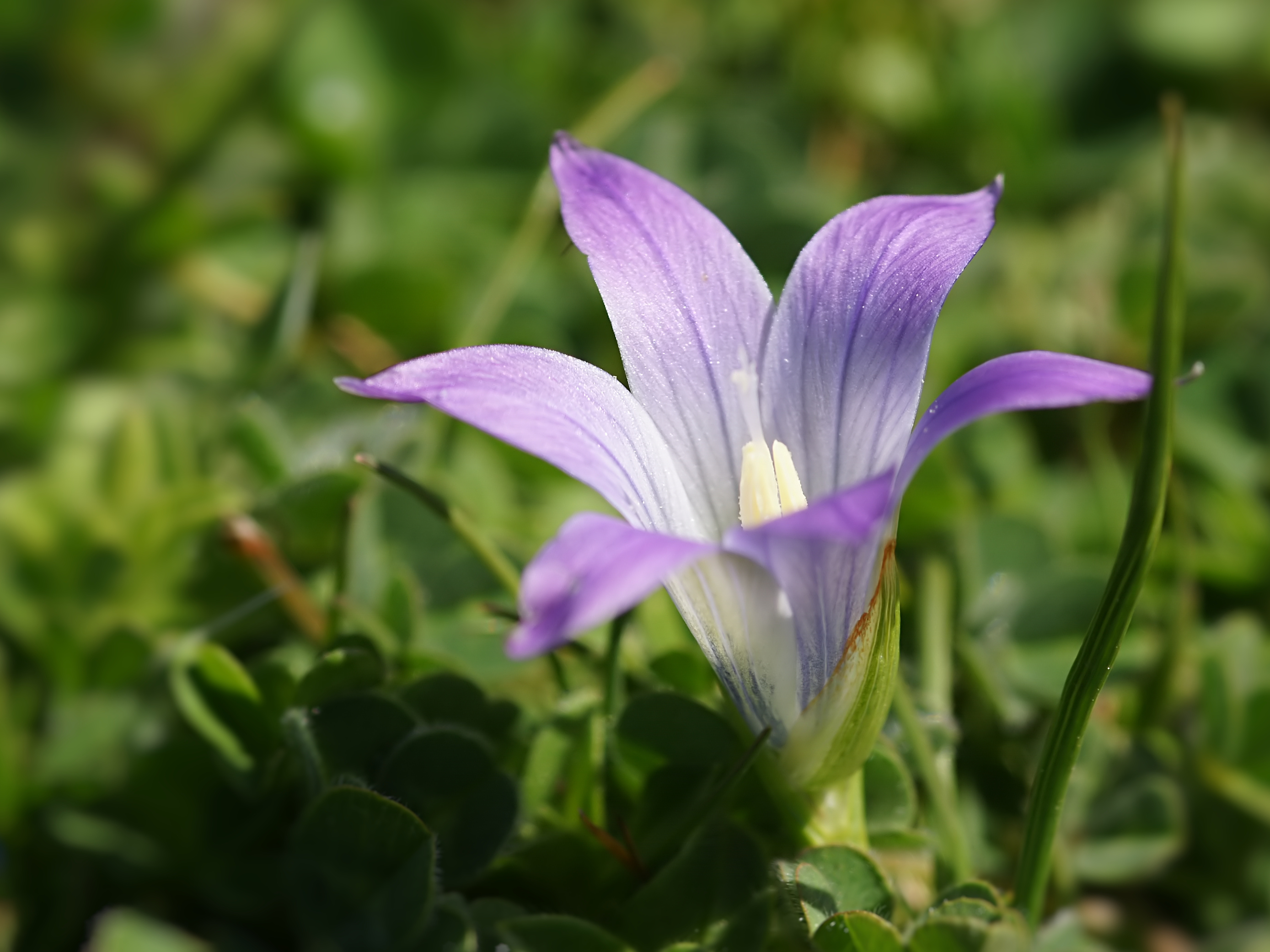